# Isola Terremoto
L'isola Terremoto (in urdu: جزیرہ زلزلہ, in arabo: جزيرة زلزلة Zalzala Jazeera) è stata un'isola temporanea del Pakistan; è sorta in seguito al terremoto di magnitudo 7.7 che ha colpito la parte meridionale del paese, il 24 settembre 2013.
Le prime immagini satellitari dell'isola sono state scattate il 26 settembre dal NASA Earth Observing-1.

## Geografia
L'isola si trovava presso la costa occidentale del distretto di Gwadar nel mare Arabico presso la città di Gwadar, non lontana dal confine con l'Iran; aveva una forma vagamente ellittica - 176 metri per 160 - con una superficie stimata di circa 23.000 metri quadrati, ed un'altezza massima di circa 20 metri sul livello del mare. Ali Rashid Tabriz, il capo di Istituto nazionale di oceanografia del Pakistan (NIO), ha affermato che l'emersione dell'isola è stata causata da un'emissione di gas metano sul fondo del mare. L'INGV ha affermato che avrebbe potuto essere un castello di fango appoggiato su un fondo marino e Bill Barnhart, geofisico dello United States Geological Survey ha inoltre affermato la possibile scomparsa dell’isola in poco tempo, dato che forse fu originata da un vulcano di fango. Tale evento si è puntualmente verificato: l’isola è ormai scomparsa sotto il livello del mare, come documentato dalle foto scattate dal satellite Landsat 8 della Nasa il 27 aprile 2019, ma non è detto che sia una fine definitiva.
In seguito al sisma è stata segnalata anche la formazione di altri due isolotti minori nei pressi della città di Ormara, vicino alla foce del fiume Basol; mancano tuttavia riscontri sulla reale formazione di tali isolotti, così come del fatto se siano di origine analoga a quella dell'isola Terremoto (innalzamento fondale marino in concomitanza del sisma) o diversa (es: depositi fluviali).

## Galleria d'immagini

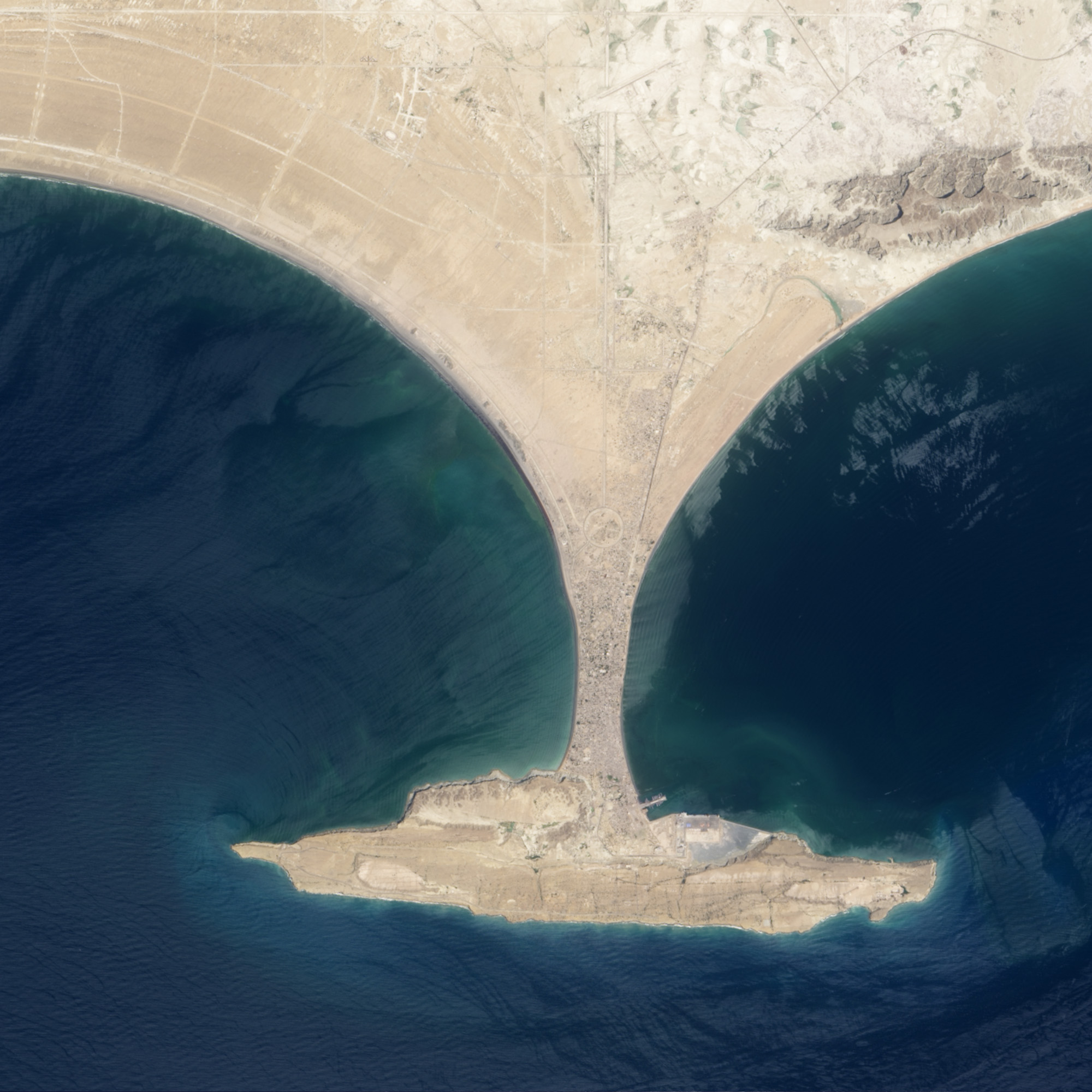
Gwadar prima della nascita dell'Isola Terremoto
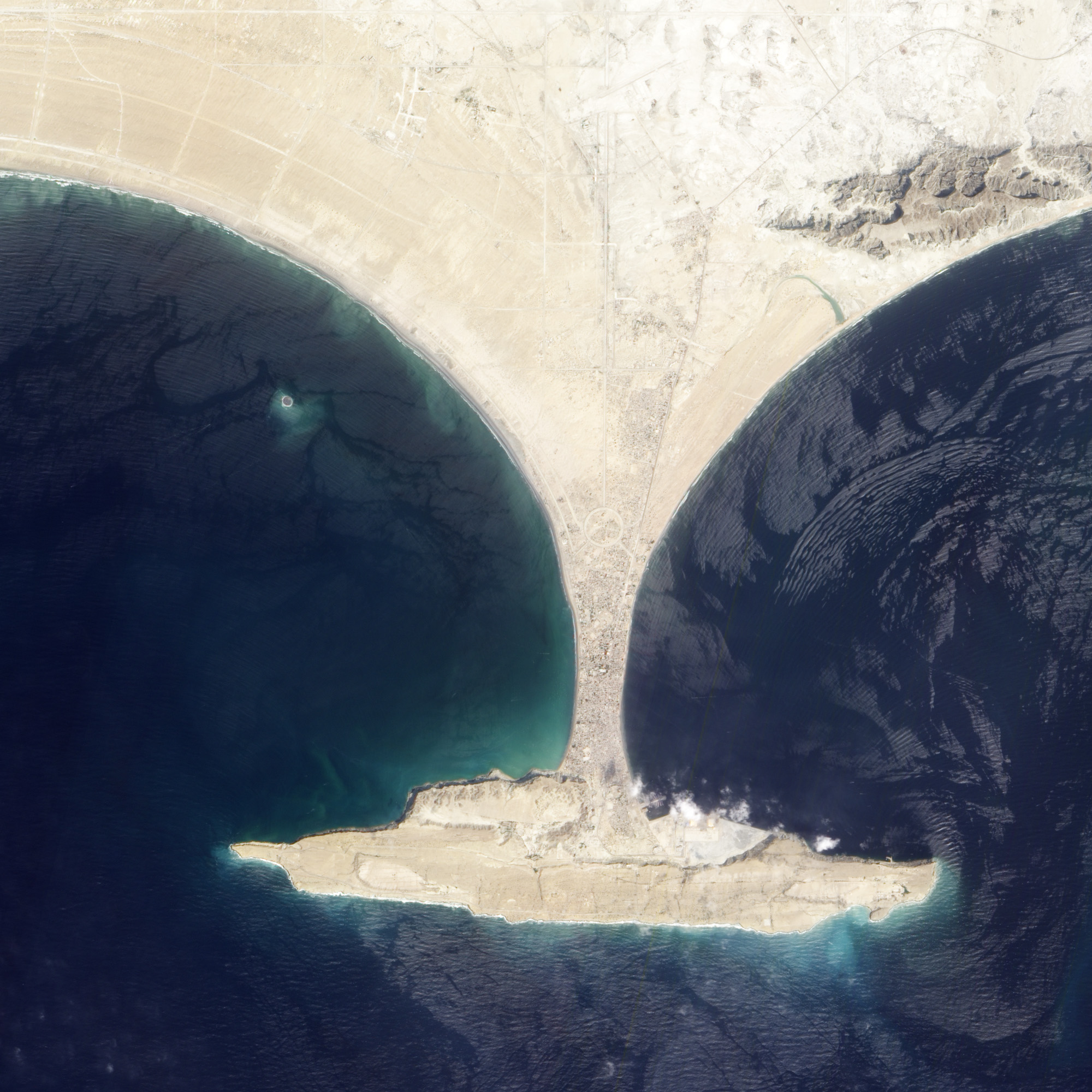
Gwadar dopo la nascita dell'Isola Terremoto